# Auld Lang Syne (Suidakra)
Auld Lang Syne è il secondo album dei Suidakra, pubblicato nel 1998.

## Tracce
1. Auld Lang Syne – 1:38
2. Hall of Tales – 5:26
3. A Menhirs Clay – 4:29
4. And Another Cist Looms – 5:20
5. An Dùdlachd – 2:28
6. Tuatha dè Danaan – 4:40
7. Jeremiad – 1:35
8. The Fall of Tara – 4:10
9. Enticing Slumber – 6:20
10. Calm... – 2:34

## Formazione
- Arkadius Antonik - voce, chitarra
- Marcel Schoenen - chitarra, voce
- Christoph Zacharowski - basso
- Stefan Möller - batteria
- Daniela Voigt - tastiera, voce